# Gambuhan (Kalitengah)
Gambuhan is een bestuurslaag in het regentschap Lamongan van de provincie Oost-Java, Indonesië. Gambuhan telt 765 inwoners (volkstelling 2010).